# 博立貨運航空
美國博立航空（英語：Polar Air Cargo）是一家總部設於美國紐約州帕切斯 的一家貨運航空公司，創立於1993年。它的定期貨運航班遍佈於歐洲、亞洲與中東。目前機隊數量為6架，全代DHL營運。

## 歷史
美國博立貨運航空成立於1993年，一開始是由美國南方航空與GECAS合資所設立的貨運航空。營運初期以包機型式為主，但隨後即增加定期貨運航班，在1994年博立貨運航空成為美國運輸部認可的貨運航空公司。
美國博立貨運航空目前由其母公司亞特拉斯世界控股公司持有其51%股權，剩餘49%股權則由DHL持有。

## 機隊
截至2025年5月，博立貨運航空所營運的機隊如下，平均機齡12.9年：
| 機型       | 數量 | 備註      |
| ---------- | ---- | --------- |
| 波音747-8F | 4    | 濕租給DHL |
| 波音777F   | 2    | 濕租給DHL |
| 共計       | 6    |           |

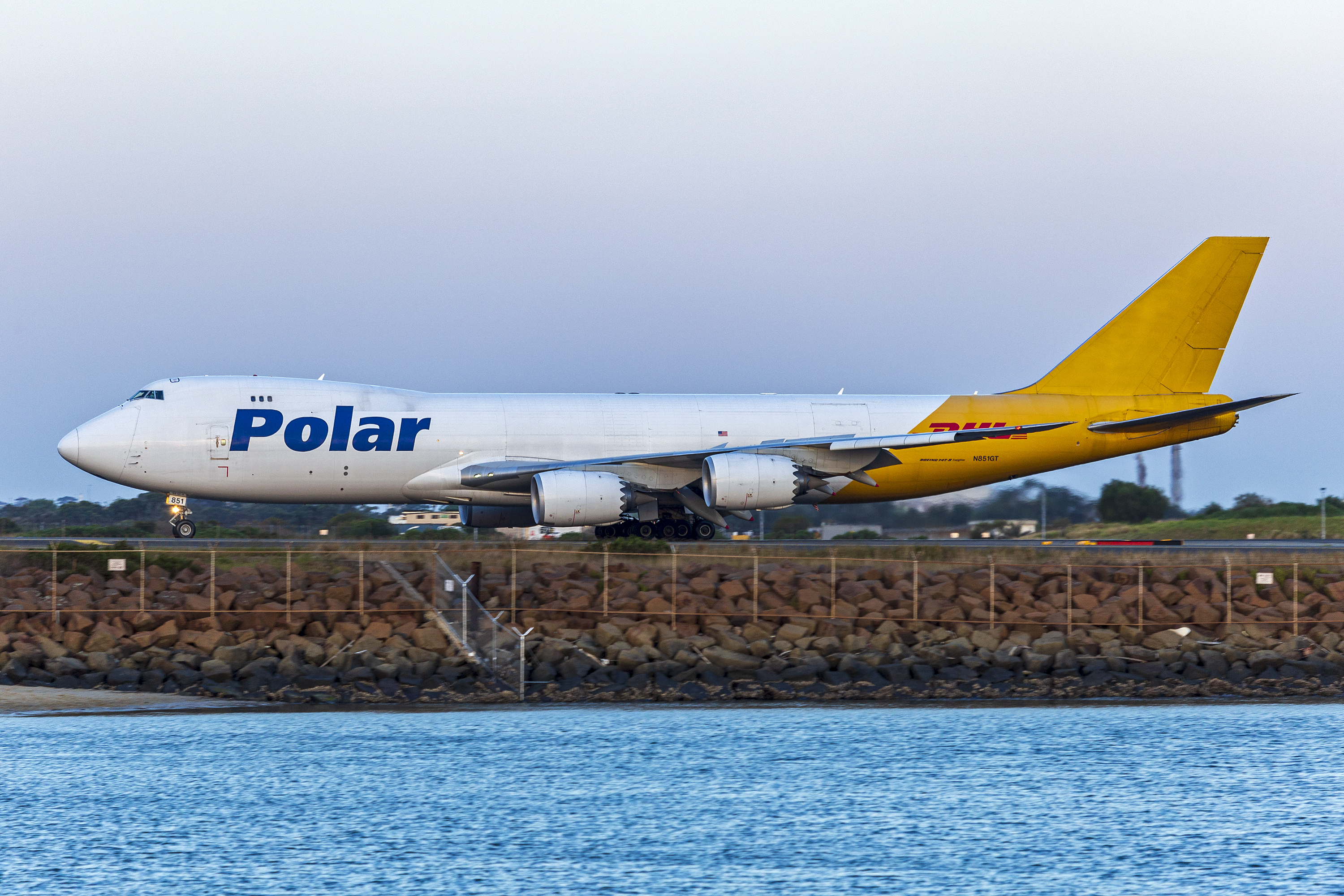
博立貨運航空營運的波音747-8F

## 外部連結
- Polar Air Cargo（英文）